# Andriantsitakatrandriana
Andriantsitakatrandriana was een Merina en koning van het Koninkrijk Imerina in Madagaskar in de periode van circa 1630 tot 1650. Hij was de troonopvolger van zijn vader, koning Andrianjaka.

## Vroege jaren
Andriantsitakatrandriana werd geboren in de Rova van Antananarivo, een versterkt fort dat zijn vader Andrianjaka had laten bouwen op de heuvel Analamanga. Hij was de enige zoon van Andrianjaka en zijn vrouw, Ravadifo. Andriantsitakatrandriana huwde twee vrouwen: Ravololontsimitovy en Rafoloarivo. Ravololontsimitovy was de moeder van zijn eerste zoon, Andriantsimitoviaminandriandehibe genaamd. Bij Rafoloarivo kreeg hij zijn tweede zoon, Andriamanjakatokana. Volgens Malagassische overleveringen werd Rafoloarivo en haar zoon later door Andriantsitakatrandriana buiten het koninkrijk verbannen. 

## Regering

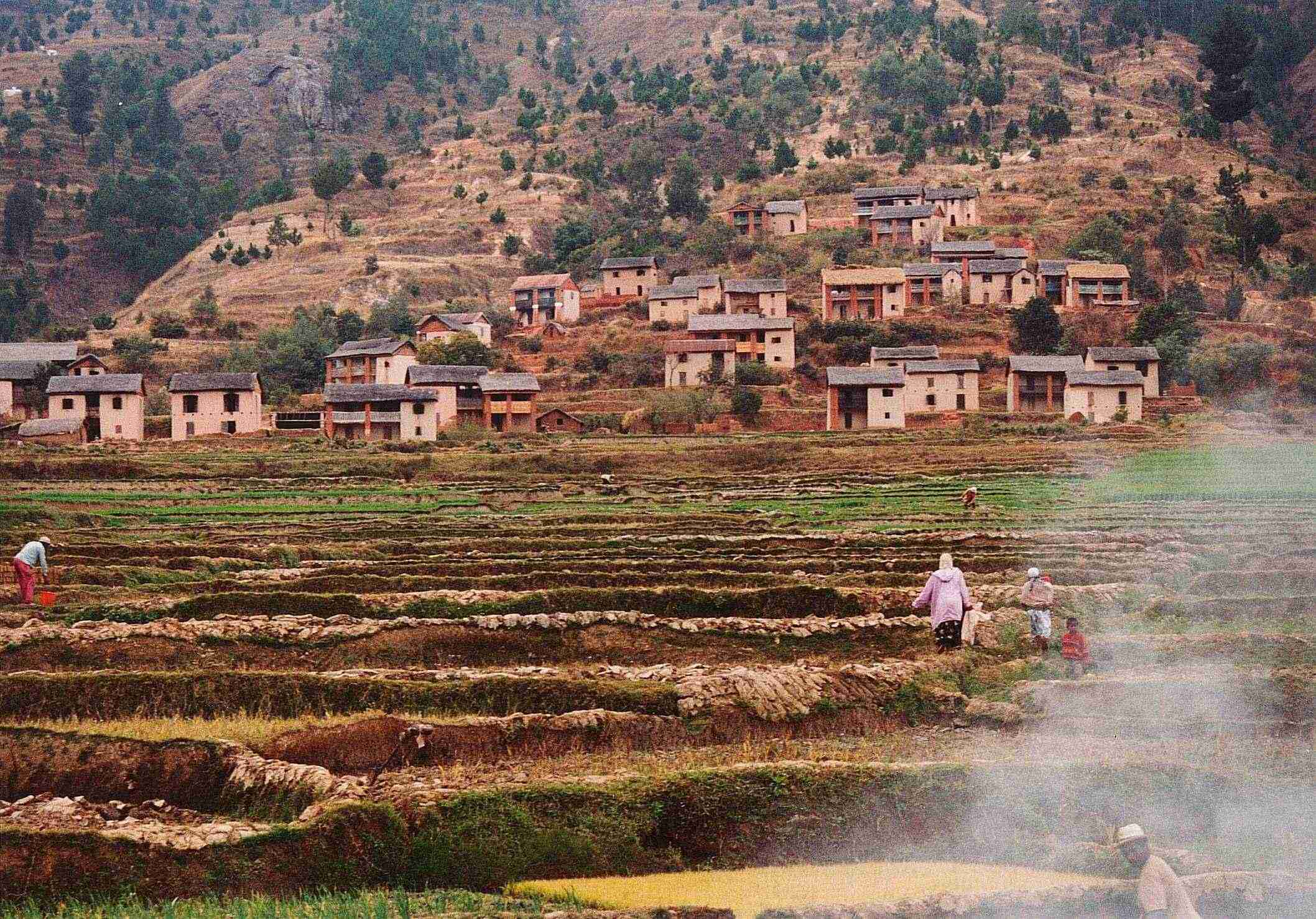
Andriantsitakatrandriana maakte een begin met de bouw van rijstvelden rond Antananarivo.

Andriantsitakatrandriana is vooral bekend om de drooglegging van een groot aantal Betsimitatatra-moerassen rond Antananarivo door middel van dijken. Na het verdwijnen van de moerassen konden er rijstvelden rond de hoofdstad worden aangelegd, die de bewoners van voedsel voorzagen. Later zouden zijn zoon Andriantsimitoviaminandriandehibe en latere Merina-vorsten de uitbreiding van deze rijstvelden voortzetten, totdat de laatste Betsimitatatra-moerassen waren verdwenen.

## Overlijden en troonopvolging
Andriantsitakatrandriana stierf rond 1650 in Antananarivo en werd begraven in Fitomiandalana, een graf in de Rova van Antananarivo. Zijn oudste zoon Andriantsimitoviaminandriandehibe besteeg na hem de troon van Imerina.